# Gens Aelia
De gens Aelia was een oude plebejische Romeinse familie, wier leden een belangrijke rol speelden in de politiek van het Imperium Romanum. Ze zou consuls en keizers leveren, maar ook geleerden, historici en retorici.
- Publius Aelius, quaestor in 401 v.Chr.
- Publius Aelius Paetus, consul in 337 v.Chr.;
- Gaius Aelius Paetus, consul in 286 v.Chr.;
- Publius Aelius Q.f. Paetus, consul in 201 v.Chr.;
- Sextus Aelius Q.f. Paetus Catus, 198 v.Chr.;
- Publius Aelius P.f. Ligus, consul in 172 v.Chr.;
- Quintus Aelius Paetus, consul in 167 v.Chr.;
- Lucius Aelius Stilo, filoloog;
- Gaius Aelius Gallus, praefectus Alexandreae et Aegypti van 26-24 v.Chr.
- Quintus Aelius Tubero, consul in 11 v.Chr.;
- Lucius Aelius Lamia, consul in 3;
- Sextus Aelius Catus, consul in 4;
- Aelius Catus, een legeraanvoerder, waarschijnlijk dezelfde persoon als Sextus Aelius Catus;
- Lucius Aelius Seianus, praefectus praetorio onder Tiberius;
- Aelia Paetina, echtgenote van keizer Claudius;
- Publius Aelius Hadrianus, keizer;
- Lucius Aelius Verus Caesar, Hadrianus' erfgenaam, consul in 137;
- Lucius Aelius Aurelius Commodus, keizer;
- Lucius Aelius Verus, keizer samen met Marcus Aurelius;
- Aelius Aristides, retor;
- Aelius Dionysius, geleerde;
- Aelius Donatus, grammaticus;
- Aelius Spartianus, historicus;
- Aelius Theon.

De Pons Aelius, nu de Ponte Sant'Angelo genoemd, is een brug in Rome gebouwd door Hadrianus. Aelia Capitolina was de stad die Hadrianus stichtte op de ruïnes van Jeruzalem.